# Дёрфер, Герхард
Герхард Дёрфер — немецкий тюрколог и алтаист, наиболее известен по изучению турецкого языка.

## Биография
Гёрхард провёл детство в Берлине и Кёнигсберге. После войны в Берлине в 1949—1954 годах он учился на курсах алтайского языка. В 1955—1957 работал в Майнцском университете, в 1960-м — в Гёттингенском университете.
В 1968—1973 годах Гёрхард изучал халаджский и огузский языки. В 1975—1976 работал в Стамбульском университете.
В ходе своей работы Гёрхард опроверг концепцию о сходстве алтайских языков.